# 牧谷村
牧谷村（まきだにそん）は、鳥取県岩井郡・岩美郡にあった村、自治体である。

## 概要
現在の岩美町牧谷（まきだに）・相谷（あいだに）に相当する。金峯山西麓に位置し、北は日本海に面した。
藩政時代には鳥取藩領の岩井郡浦住保（浦富保）に属する牧谷村と相谷村があった。
牧谷は谷の名にちなむ。当地は竹美（竹見）とも言われ、また吉田という支村があり中世は吉田保の中に含まれていた（因幡志）。
相谷は山の谷あいという意による。安政3年（1856年）、隣の町浦富村との間で山論があり、町浦富村は家数の多い割に草山に乏しいため、これまで通り相谷村にも草刈りをさせるようにと裁許された。安政3年までの約80年間、町浦富が相谷の草や薪を刈って来たという既成事実により町浦富側は相谷村は町浦富村の出村であると主張した。しかし相谷側からすれば何等伝承もなく大谷村の出村であると云った。いずれも資料はなく伝承は不明である。町浦富が相谷に入り込んでいったことから出村のような関係であったと考えられる。

## 沿革
- 1881年（明治14年）9月12日 - 鳥取県再置。
- 1883年（明治16年）- 浦富村に置かれた連合戸長役場の管轄区域となる[1]。
- 1889年（明治22年）10月1日 - 町村制施行により、牧谷村と相谷村が合併して村制施行し、牧谷村が発足。旧村名を継承した2大字を編成。組合役場を浦富村に設置[2]。
- 1896年（明治29年）4月1日 - 郡制の施行により、邑美郡・法美郡・岩井郡の区域をもって岩美郡が発足し、岩美郡牧谷村となる。
- 1925年（大正14年）4月15日 - 浦富村（初代）と合併し、改めて浦富村（2代、後の浦富町）が発足。同日牧谷村廃止[3]。

## 行政

### 戸長
- 郡区町村編制法施行後（1879年）[1]
  - 牧谷・相谷戸長：美田台次郎

### 歴代村長
- 歴代浦富村牧谷村組合村長については浦富村を参照。

## 教育
- 牧谷小学校（後に浦富小学校に統合）[1]

## 交通

### 鉄道
- 牧谷を山陰本線が通るが駅は無し（最寄りは岩美駅）

### 道路
- 鳥取城下から但馬を結ぶ但馬往来が通っていた。